# Attraverso l'involucro
Attraverso l'involucro è la terza pubblicazione su vinile della Hardcore punk band italiana Impact, datata 1987.

## Tracce
1. Non c'è pace per noi – 2:27
2. Alienazione sistematica – 1:14
3. Realtà mutabili – 1:44
4. L'odio cresce ancora – 1:18
5. La tua eterna illusione – 1:36
6. Deboli ai vostri occhi – 2:12
7. Dolci sensazioni – 2:11

Durata totale: 12:42